# Ophrys kulpensis
Ophrys kulpensis är en orkidéart som beskrevs av Carolus Adrianus Johannes Kreutz. Ophrys kulpensis ingår i ofryssläktet, och familjen orkidéer.
Artens utbredningsområde är Turkiet. Inga underarter finns listade i Catalogue of Life.